# 치핑캠프던

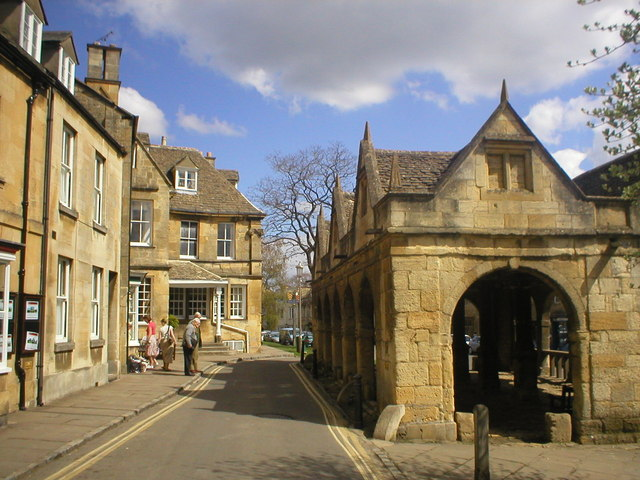
치핑캠프던

치핑캠프던(영어: Chipping Campden)은 잉글랜드 글로스터셔주에 위치한 도시로 인구는 2,288명(2011년 기준)이다.